# Ikornnes
Ikornnes är en tätort och kyrkby i Sykkylvens kommun i Møre og Romsdal fylke i västra Norge. Orten ligger vid fylkesväg 5914, på västra sidan av Sykkylvsfjorden. Här finns Ikornnes kyrka.

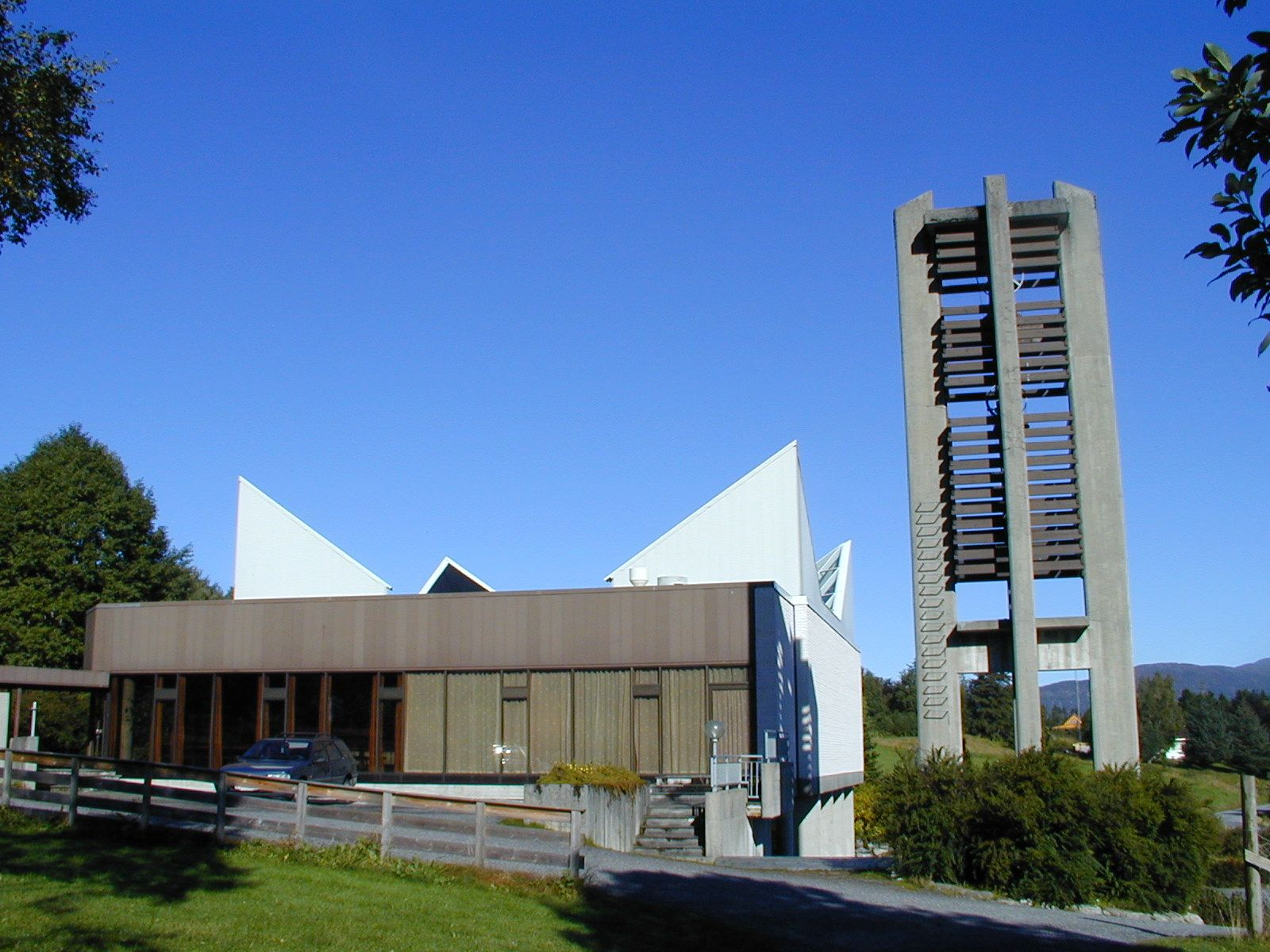
Ikornnes kyrka.